# Bernd Ruland
Bernd Ruland (* 21. Januar 1914 in Düsseldorf; † 9. Januar 1976 in Basel) war ein deutscher Journalist und Schriftsteller.

## Leben
Ruland besuchte von 1924 bis 1930 das humanistische Gymnasium in Neuß und in Monschau in der Eifel. Er verließ das Gymnasium und absolvierte ein zweijähriges Praktikum beim Reichsbahnausbesserungswerk in Jülich, da er Ingenieur werden wollte. Dieses Ziel gab er auf, da er inzwischen seine Berufung zum Journalismus erkannt hatte. Als 16-Jähriger hatte er sich bereits publizistisch einen Namen gemacht. Seine Begabung lag im Feuilleton, dem er zeit seines Lebens verhaftet blieb. Es waren seine technischen Plaudereien, seine Erlebnisberichte aus dem Bereich des Praktikums, der katholischen Jugendbewegung, Kurzgeschichten und Skizzen, aber auch seine Buchbesprechungen und Theaterkritiken, die im Jülicher Kreisblatt und weiteren katholischen Zeitungen des Regierungsbezirks Aachen, aber auch in der Kölnischen und Koblenzer Volkszeitung ebenso wie in der Rhein- und Wiedzeitung erschienen.
Von 1932 bis 1934 besuchte er das humanistische Gymnasium in Linz am Rhein, wo er sein Abitur nachmachte. Sein Plan, ein Studium an der Kölner Universität aufzunehmen, zerschlug sich. Ihm wurde trotz guter Zeugnisse die Hochschulreife wegen „politischer Unzuverlässigkeit“ aberkannt. Der Grund dafür war sein langjähriges Engagement in der katholischen Jugendbewegung, seine exponierte Mitgliedschaft im Windhorst-Bund als Schriftführer, Pressewart und Organisator von Veranstaltungen.
Da ein Studium ausgeschlossen war, entschloss Ruland sich, zur See zu fahren. Es gelang ihm, in Hamburg als „Aufwäscher“ auf dem Weltreiseschiff Resolute anzuheuern. Die Reise begann Ende Dezember 1934 und dauerte einhundertsechsunddreißig Tage.
Inzwischen war in Deutschland der Hochschulreifevermerk aufgehoben worden, sodass Ruland sein Studium der Zeitungs- und Theaterwissenschaft sowie der Geschichte an der Universität Köln aufnehmen konnte. Bald machte er allerdings die Erfahrung, dass er kein Mann des Universitätsstudiums war und wenig Neigung zum wissenschaftlichen Arbeiten besaß. Er brach das Studium nach drei Semestern endgültig ab und widmete sich nun voll und ganz dem praktischen Journalismus.

## Berufliche Stationen bis 1944
Nach der Rückkehr von seiner Weltreise hatte Ruland sogleich mit der journalistischen und schriftstellerischen Auswertung seiner Reiseerlebnisse und Eindrücke begonnen. In loser Folge veröffentlichte er Reiseberichte, kurzweilige Reportagen oder in Briefform verpackte Plaudereien, die in mehreren Zeitungen erschienen oder über professionelle Feuilletondienste vertrieben wurden. Gleichzeitig begann er, ein Buch über seine Weltreise zu schreiben. Es erschien im Juli 1937 im Wilhelm Goldmann Verlag in Leipzig unter dem Titel Junger Mann auf großer Fahrt / Als Tellerwäscher um die Welt. Es entpuppte sich schnell als großer Erfolg. Es wurde in zahlreichen Zeitungen wie auch im Rundfunk besprochen und von den Kritikern begeistert aufgenommen. Sie lobten das Buch als beste Unterhaltung und priesen seinen unkonventionellen, frechen und schnoddrigen Stil. Zahlreiche Zeitungen druckten das Buch in Fortsetzungen nach, sogar die La Plata Post in Buenos Aires.
Ab 1. Juni 1936 war Ruland Schriftleiter für Technik, Landwirtschaft und Reportage in die Redaktion der Sonntagszeitung Die Braune Post, die in Düsseldorf im Völkischen Verlag erschien. Die Braune Post war von den Nationalsozialisten als Konkurrenzblatt zu der im Berliner Ullstein Verlag erscheinenden Die Grüne Post ins Leben gerufen worden und sollte dem Ullstein-Blatt das Wasser abgraben. Die Grüne Post galt als „Urmutter“ aller unterhaltenden Wochenzeitschriften.
Schon im April 1934 hatte es ein vorläufiges Verbot der Grünen Post wegen eines Leitartikels des Chefredakteurs gegeben. Am 10. Juni 1934 wurde der Zwangsverkauf der Ullstein AG an die Cautio GmbH, eine Auffanggesellschaft der NSDAP durchgeführt. Der Verlag wurde umbenannt in Deutscher Verlag. 1937 erfolgte die Übernahme der Braunen Post. Später wurde Die Braune Post ganz in Die Grüne Post eingegliedert. Diese Entwicklung brachte es für Ruland mit sich, dass er 1937 nach Berlin übersiedelte.
Im Deutschen Verlag war Ruland vom 1. Juli 1937 bis zum 31. März 1939 als verantwortlicher Schriftleiter für den gesamten Unterhaltungsteil der Grünen Post zuständig. Daneben arbeitete er im Jahr 1938 zeitweilig als „Ferien- und Krankheitsvertreter“ für die B.Z. am Mittag und wurde ab 1. Mai 1939 als Unterhaltungs- und Lokalschriftleiter ganz übernommen.
Während des gesamten Zweiten Weltkrieges war Ruland als Soldat in Berlin in der Nachrichtenzentrale (Fernsprech- und Fernschreibdienst) des Oberkommandos der Wehrmacht (OKW) in der Bendlerstraße tätig. In den Jahren 1940 bis 1943 erschienen von ihm in der B.Z. am Mittag noch regelmäßig Reiseberichte, Glossen, Novellen und kleine Geschichten.
Im März 1945 wurde Rulands Dienststelle nach Bad Berka in Thüringen verlegt. Da zu diesem Zeitpunkt keine geordneten Kommandostrukturen mehr bestanden, begann am 4. April die große Auflösung und Absetzungsbewegung der Gruppe. Ruland gelangte auf diese Weise zu seiner Ehefrau und seinem Sohn, die im oberbayerischen Fischbachau untergekommen waren.

## Berufliche Stationen ab 1945
Von August 1945 bis Oktober 1946 war Ruland als freier Journalist in der amerikanischen Zone unter anderen für Die Neue Zeitung, Süddeutsche Zeitung, Schwäbische Landzeitung, Oberbayrisches Volksblatt tätig. Da er zu keinem Zeitpunkt Mitglied der NSDAP war, gehörte er zu den ersten deutschen Journalisten überhaupt, die nach Kriegsende ihrem Beruf wieder nachgehen durften.
Ab November 1946 gehörte er der Redaktion der Zeitung Die Welt in Essen an. Seinen Vertrag mit der Welt kündigte er zum 30. September 1948. Die nächsten Stationen waren die Wochenzeitung Herz-Dame, zu deren Gründern er gehörte, und ein Zwischenspiel in Hamburg vom 1. November 1950 bis zum 31. Dezember 1951 als Redakteur der neu gegründeten, konservativ gestimmten Familien-Illustrierten Das Neue Blatt. Er war damit zur Verlagsgesellschaft der Welt zurückgekehrt, denn Das Neue Blatt war nach der Welt am Sonntag die dritte Zeitungsgründung des Verlags.
Am 1. April 1952 übernahm Ruland ein neues Aufgabengebiet: als Redakteur der Zeitschrift Lies mit!, die in Köln von dem Verleger Gustav Blankenagel herausgegeben wurde, in dessen Verlag auch die Neue Illustrierte erschien, die bis in die sechziger Jahre hinein zu den großen und erfolgreichen im Bundesblätterwald zählte. Zum 31. März 1955 schied Ruland aus dem Vertragsverhältnis aus.
Am 2. Januar 1956 übernahm er eine neue Tätigkeit im Burda-Verlag in Offenburg. Der Offenburger Drucker Franz Burda hatte seine Verlegerkarriere damit begonnen, dass er nach dem Zweiten Weltkrieg als französische Auftragsproduktion die Zeitschrift Ufer herausgab, die er 1954 in Bunte Illustrierte umbenannte. Sie erschien alle vierzehn Tage und sollte im Jahr 1957 auf wöchentliches Erscheinen umgestellt werden. Als Ruland von der Änderung der Erscheinungsweise der Bunten erfuhr, bewarb er sich im September 1955 bei Franz Burda persönlich. Beide wurden schnell handelseinig. Im Sommer 1956 wurde Ruland zum Chefredakteur der Bunte Illustrierten ernannt.
Am 30. Januar 1958 schied Ruland aus dem Burda-Verlag aus. Er trat zum 1. Februar 1958 in die Redaktion der Neuen Illustrierten in Köln ein. Ein gutes Jahr später kehrte Ruland nach Offenburg zu Burda zurück. Der Vertrag mit Burda sah vor, dass Ruland von einem von ihm selbst zu bestimmenden Zeitpunkt an als freier Mitarbeiter für die Firma Burda Druck und Verlag arbeiten sollte.

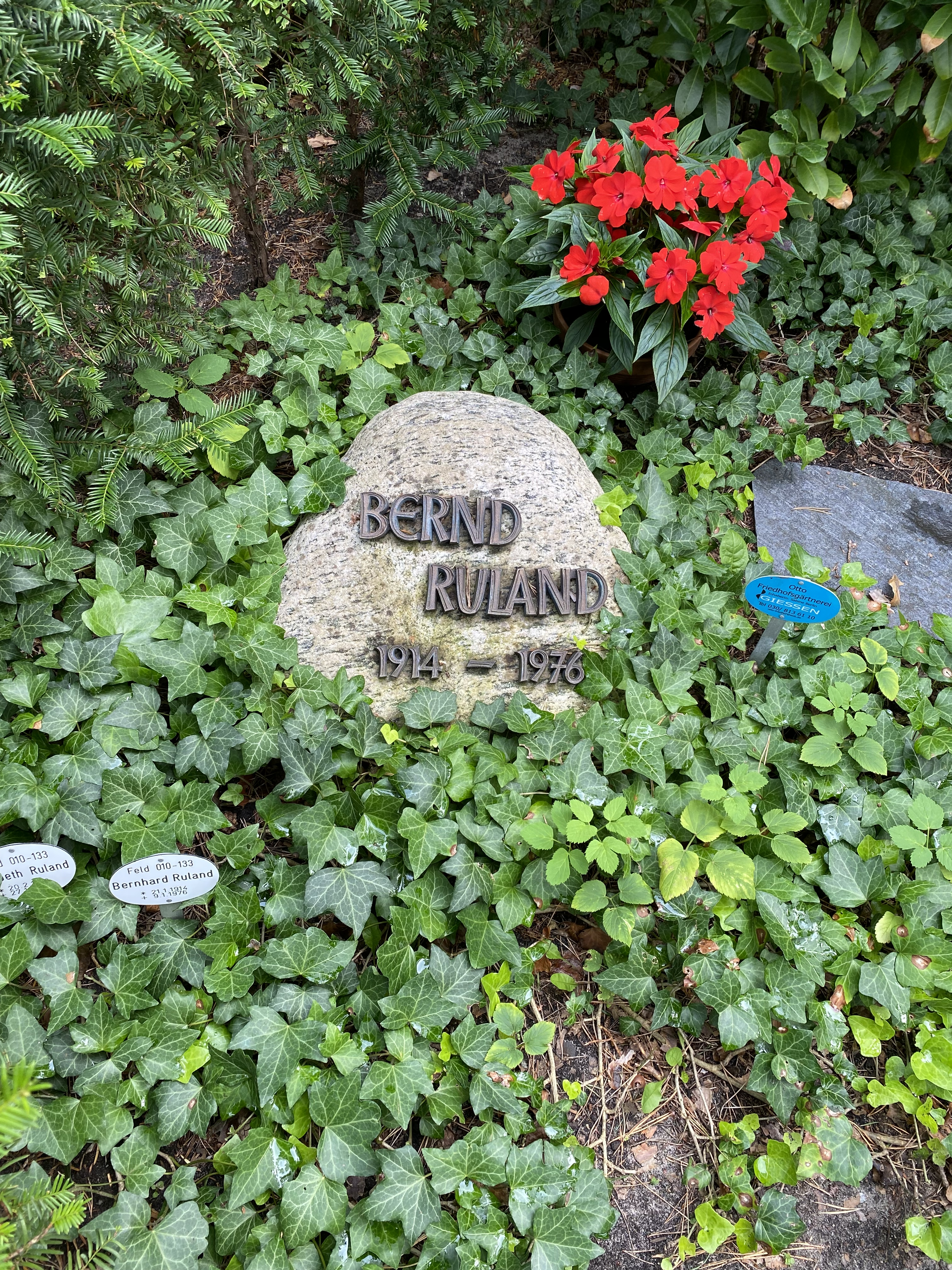
Grabstätte auf dem Waldfriedhof Dahlem

Burda überlegte es sich dann aber doch anders. Er war der Meinung, dass Ruland als verantwortlicher Textredakteur wichtiger sei als in der Funktion einen freien schriftstellerischen Mitarbeiters. Ruland trat am 15. August 1959 als eine der drei Säulen der Redaktion wieder fest in den Verlag ein. Kurz darauf wurde er für ein gutes halbes Jahr alleiniger verantwortlicher Redakteur für Text und Bild. Einen Chefredakteur gab es zunächst nicht mehr. Ab Herbst 1960 bezeichnete sich Burda selbst als Herausgeber und verantwortlich. Ruland wurde nun unter der Bezeichnung „Beratende Redaktion“ geführt. 1963 wurde die neue Position „Vertragsautoren“ geschaffen und von Ruland und zwei weiteren Journalisten besetzt. Ab 1969 zeichnete Burda persönlich als „Herausgeber und Chefredakteur“.
Als Vertragsautor konnte sich Ruland unbeschwert von redaktionellen Aufgaben ganz dem Schreiben widmen. Die Themen, auf die er und Burda sich einigten, waren vielfältig und sehr oft mit weiten und exotischen Reisen verbunden. Serienmäßige Tatsachenberichte über historische und zeitgenössische Ereignisse wurden schon bald zu Rulands Markenzeichen, etwa seine Geschichtsfolgen über die Beziehungen Deutschlands zu Russland und China. Er schrieb über die Raumfahrt und das Spionagewesen ebenso wie über das Leben von Prominenten, verfasste gleichermaßen eine Biographie über den Raumfahrtpionier Wernher von Braun wie über die amerikanische Gesellschaftsdame und Klatsch-Journalistin Elsa Maxwell. Auch Reportagen fielen in seinen Zuständigkeitsbereich.
Sein Reisepensum war naturgemäß sehr ausgeprägt. Er unternahm mehrere Weltreisen und zahlreiche Reisen auf alle Kontinente. Ein Besuch bei Fidel Castro auf Kuba, der auch ein längeres Interview mit dem Maximo Lider einschloss, gehört zu einem der Höhepunkte seiner Laufbahn.
Ab 1970 traten bei Ruland vielfältige gesundheitliche Probleme auf, die dazu führten, dass er sein Arbeitspensum kontinuierlich reduzieren musste. Auf einer Weihnachtskreuzfahrt 1971/1972 erlitt er einen Herzinfarkt, der von dem Schiffsarzt nicht erkannt, sondern erst nach der Rückkehr diagnostiziert wurde.
Zu seinem 60. Geburtstag 1974 hatte Ruland mit Burda einen Vertrag über sein Ausscheiden und seine finanzielle Alterssicherung geschlossen. Zwei Jahre später, am 9. Januar 1976, erlitt Ruland während der Rückreise von einem Recherchetermin beim Umsteigen im Bahnhof Basel einen Herzinfarkt, den er nicht überlebte. 
Seine letzte Ruhestätte fand Bernd Ruland auf dem Berliner Waldfriedhof Dahlem (Feld 010-133).

## Werke (Auswahl)
- Junger Mann auf großer Fahrt: Als Tellerwäscher um die Welt. Goldmann-Verlag, 1937.
- Deutsche Botschaft Moskau: 50 Jahre Schicksal zwischen Ost und West. Hestia-Verlag, 1964.
- Mephisto lächelt. 100 Jahre Welttheater Monte Carlo, ein Tatsachenbericht. Schweizer Druck- und Verlagshaus, 1964.
- Wernher von Braun: Mein Leben für die Raumfahrt. Burda-Verlag, 1965.
- CD: Affären und Karrieren im Weltreich der Diplomaten. Hestia-Verlag, 1966.
- Orient-Express: Schicksalszug Deutscher Geschichte auf dem Balkan. Hestia-Verlag, 1967.
- Geheimnis bis zum Jüngsten Tag: Unheimliche Fälle, Seltsame Begegnungen, Ungelöste Rätsel. Hestia-Verlag 1968.
- Krieg auf leisen Sohlen: Spione in Deutschland. Goverts-Verlag, 1971, ISBN 3-7740-0390-4.
- Das war Berlin: Erinnerungen an die Reichshauptstadt. Hestia-Verlag, 1972, ISBN 3-7770-0082-5.
- Deutsche Botschaft Peking: Das Jahrhundert deutsch-chinesischen Schicksals. Hestia-Verlag, 1973, ISBN 3-7770-0115-5.